# Whitegate-Raffinerie
Die Whitegate-Raffinerie ist die einzige irische Raffinerie in Whitegate im County Cork. Seit 2016 wird sie von Irving Oil betrieben.

## Geschichte
Ein Konsortium an dem die Esso (40 %), Shell-Mex and BP (40 %) und Caltex (20 %) beteiligt waren, startete im August 1956 mit der Planung der Raffinerie. Mit dem Bau der Raffinerie wurde im August 1957 begonnen, sodass die Raffinerie im April 1959 in Betrieb gehen konnte. In den frühen 1980er Jahren waren die Margen äußerst schlecht, sodass das Konsortium plante die Raffinerie zu schließen. Im März 1982 übernahm die staatliche Irish National Petroleum Company die Raffinerie Whitegate, um eine Stilllegung zu verhindern.
2001 wurde die Raffinerie zusammen mit dem Terminal Whiddy Island von der Irish National Petroleum Company zur Tosco Corporation für 100 Mio. Dollar verkauft. Tosco fusionierte 2001 mit der Phillips Petroleum Company, 2002 fusionierte das neue Unternehmen mit Conoco zu ConocoPhillips.
2007 wurde die Raffinerie zum Verkauf angeboten, da sich kein Interessent fand, verblieb die Raffinerie zunächst bei ConocoPhillips.
Zum 1. Mai 2012 wurde Raffinerie mit dem Downstreamsegment von ConocaPhillips abgespalten und in Phillips 66 eingegliedert.
Der Verkauf an Irving Oil erfolgte im Herbst 2016.

## Technische Daten
Es werden hauptsächlich leichte und süße Rohölsorten verarbeitet, die in der Nordsee und Westafrika gefördert werden.

### Verarbeitungsanlagen
- Atmosphärische Destillation
- Benzinentschwefelungsanlagen
- Dieselentschwefelung
- Isomerisierung